# 111 (číslo)
Sto jedenáct je přirozené číslo, které následuje po čísle sto deset a předchází číslu sto dvanáct. Římskými číslicemi se zapisuje CXI.

## Matematika
- V desítkové soustavě jedničkové číslo
- Příznivé číslo
- V desítkové soustavě nešťastné číslo
- V desítkové soustavě nejmenší více než jednociferné číslo složené ze stejných číslic, které není dělitelné jedenácti

## Chemie
- 111 je atomové číslo roentgenia

## Kalendář
- Stojedenáctým dnem kalendářního roku je 21. duben (v přestupném roce 20. duben)

## Roky
- 111
- 111 př. n. l.